# Fram (1892)

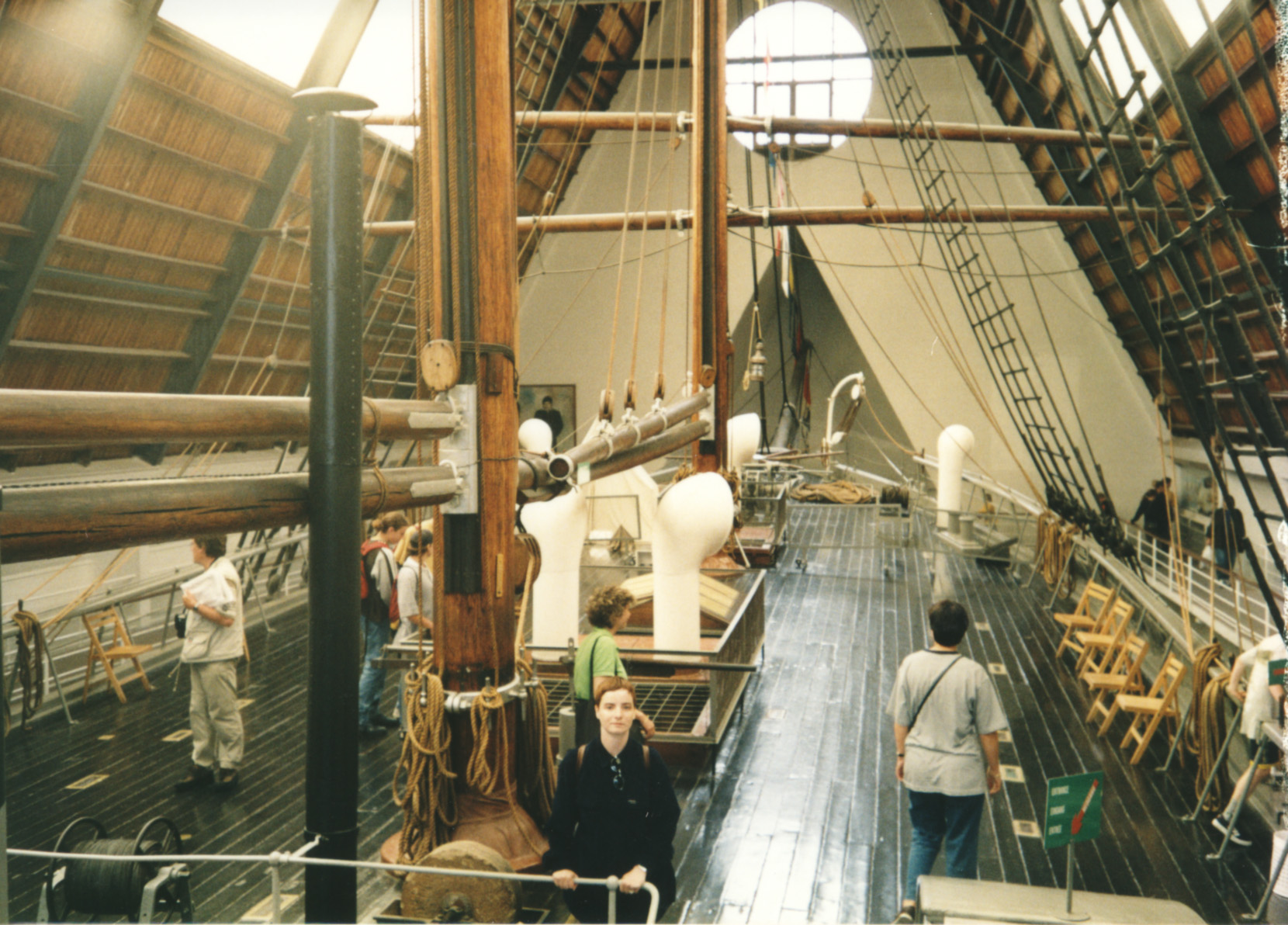
Statek Fram – widok współczesny

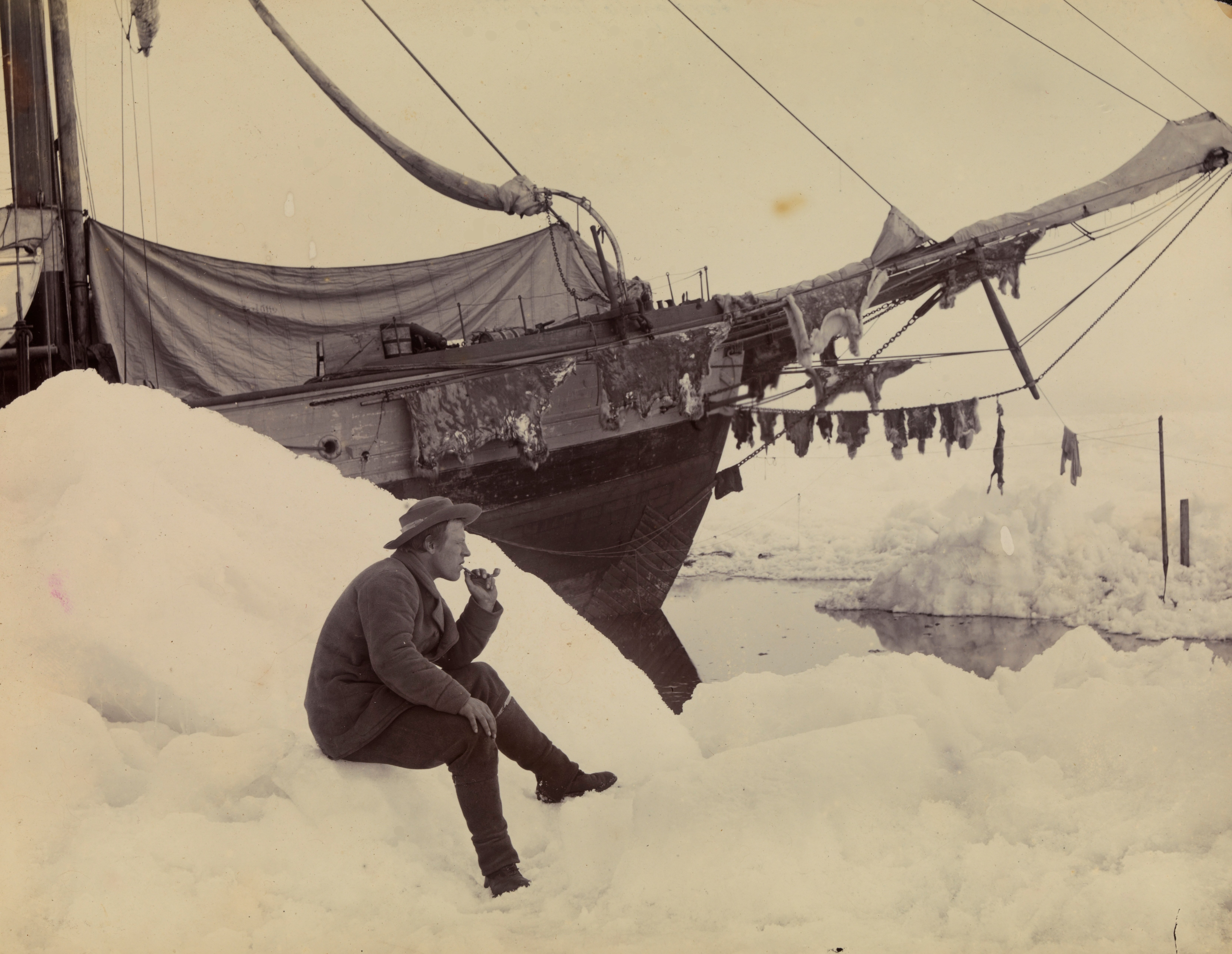
Fridtjof Nansen siedzący i palący fajkę przed statkiem Fram

Fram (norw. Naprzód) – norweski statek zbudowany w 1892 r., przystosowany do pływania wśród lodów.
Wsławił się wyprawami do Arktyki i Antarktyki. Obecnie znajduje się w muzeum statku polarnego Fram w Oslo – Frammuseet.
Statek został zbudowany w 1892 roku na zamówienie podróżnika Fridtjofa Nansena i wziął udział w trzech wielkich ekspedycjach polarnych: Fridtjofa Nansena (w latach 1893–1896), Ottona Sverdrupa (1898–1902) oraz Roalda Amundsena (1910–1912).

## Konstrukcja
Nansen planując wyprawę do Arktyki przewidywał, że statek przez jakiś czas będzie dryfował wraz z lodem, wmarznięty w pole lodowe. Nie było wówczas technicznych możliwości zbudowania statku odpornego na nacisk lodu. Z tego powodu postanowił nadać Framowi odpowiedni kształt, powodujący wypychanie statku pod naciskiem lodu, do góry, ponad lód. Dodatkowe rozwiązania: staranne ocieplenie statku, podnoszony ster i śruba pozwoliły statkowi przetrwać podróże w lodach.
W muzeum znajduje się cały statek wraz z oryginalnym wyposażeniem z czasów wypraw polarnych.

## Nazwane po Fram

### Nazwy geograficzne
- Fram – krater na Marsie
- Basen Fram – najgłębsze miejsce Oceanu Arktycznego
- cieśnina Fram – pomiędzy Grenlandią i Spitsbergenem

### Fram w kulturze
- Fram – utwór brytyjskiego zespołu post-rockowego iLiKETRAiNS
- Fram 1912 – utwór polskiego zespołu Drake
- Fram – sztuka Tony’ego Harrisona, której premiera miała miejsce w 2008 roku w National Theatre London

### Fram w astronautyce
- Fram2 – rozpoczęta w 2025 roku misja amerykańskiej firmy SpaceX w ramach której odbył się pierwszy załogowy lot kosmiczny, który przeleciał nad biegunami Ziemi[2].